# 特立尼達 (烏拉圭)

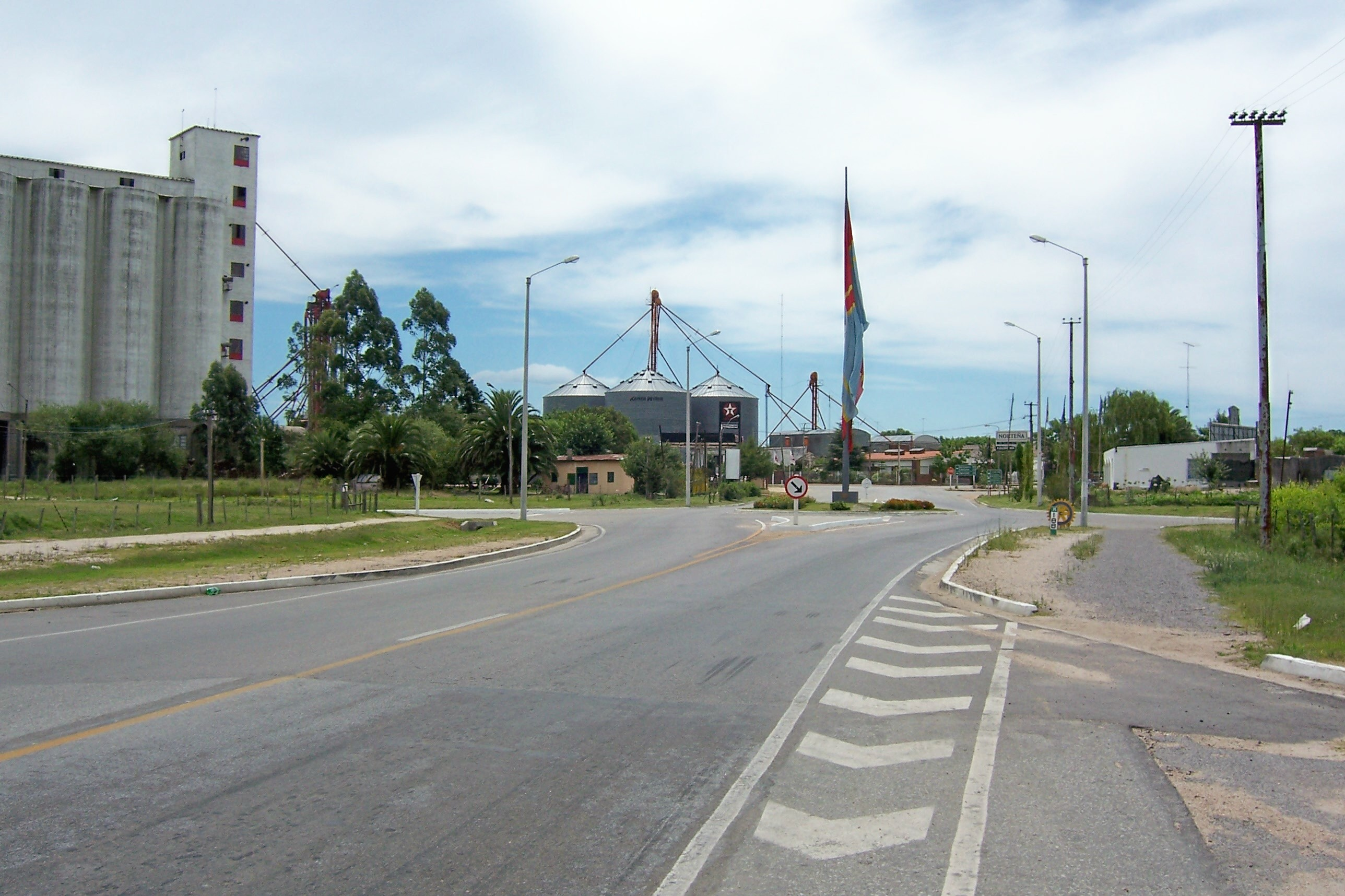

特立尼達是烏拉圭的城市，也是弗洛雷斯省的首府，位於該國西南部，始建於1804年4月14日，面積5.5平方公里，海拔高度253米，主要經濟活動有農業和農產品加工業，2004年人口20,982。

## 外部連結
- Official site of Flores department
- INE map of Trinidad （页面存档备份，存于）